# 彼得·格拉巴尔奇克
彼得·格拉巴尔奇克（波蘭語：Piotr Grabarczyk，1982年10月31日—），波兰男子手球运动员。他曾代表波兰国家队参加2011年、2013年和2015年世界男子手球锦标赛，其中2015年世锦赛获得季军。